# Norbert van Heyst
Norbert Van Heyst (n. en Rengsdorf, Neuwied, Alemania, el 24 de mayo de 1944) es un Teniente General que lideró la III Fuerza Internacional de Asistencia a la Seguridad (ISAF) con el respaldo de la Organización de las Naciones Unidas, y un General que cumplió un largo período en el Bundeswehr. El 11 de agosto de 2003, el control de la ISAF fue entregado a la OTAN siendo reemplazado Van Heyst por el Teniente General Goetz Gliemeroth, también de Alemania.